# Райки, Шандор
Шандор Райки (венг. Sándor Rajki, 5 июня 1921, Пустафельдвар, Венгрия — 2007, Венгрия) — венгерский редактор и селекционер растений.

## Биография
Родился 5 июня 1921 года в Пустафельдваре. В 1943 году поступил в Будапештский университет, который он окончил в 1948 году. Одного диплома ему показалось мало, тогда он переехал в Москву и в 1950 году поступил в аспирантуру при МСХА, которую он также успешно окончил в 1955 году. После окончания аспирантуры при МСХА, переехал на стажировку в Миннесотский университет в город Миннеаполис (США) и практиковался несколько месяцев. В том же году вернулся в Венгрию и поселился в Мартонвашаре, где занимал должность директора Сельскохозяйственного института.
Скончался в 2007 году в Венгрии.

## Научные работы
Основные научные работы посвящены генетике и селекции растений.
- Разрабатывал вопросы семеноводства кукурузы, селекции пшеницы, генетики озимизации зерновых культур.

## Редакторская деятельность
- 1966-? — Редактор агрономического журнала.

## Членство в обществах
- Иностранный член ВАСХНИЛ (1978-92).
- Член ЕУКАРПИИ (1963-?).
- Член-корреспондент Венгерской АН (1976-?).

## Награды и премии
- 1970 — Премия имени Л. Коршута ВНР.